# Champigny (Yonne)
Champigny is een gemeente in het Franse departement Yonne (regio Bourgogne-Franche-Comté) en telt 2007 inwoners (2004). De plaats maakt deel uit van het arrondissement Sens. In de gemeente ligt spoorwegstation Champigny-sur-Yonne.

## Geografie
De oppervlakte van Champigny bedraagt 21,2 km², de bevolkingsdichtheid is 94,7 inwoners per km².
De onderstaande kaart toont de ligging van Champigny (Yonne) met de belangrijkste infrastructuur en aangrenzende gemeenten.

## Demografie
Onderstaande figuur toont het verloop van het inwonertal (bron: INSEE-tellingen).
1. ↑  Populations de référence 2022.